# Kristiansund
Kristiansund kisváros Norvégia északnyugati partjainál, Møre og Romsdal megyében. Hivatalosan 1742-ben emelkedett városi rangra.

## Földrajz

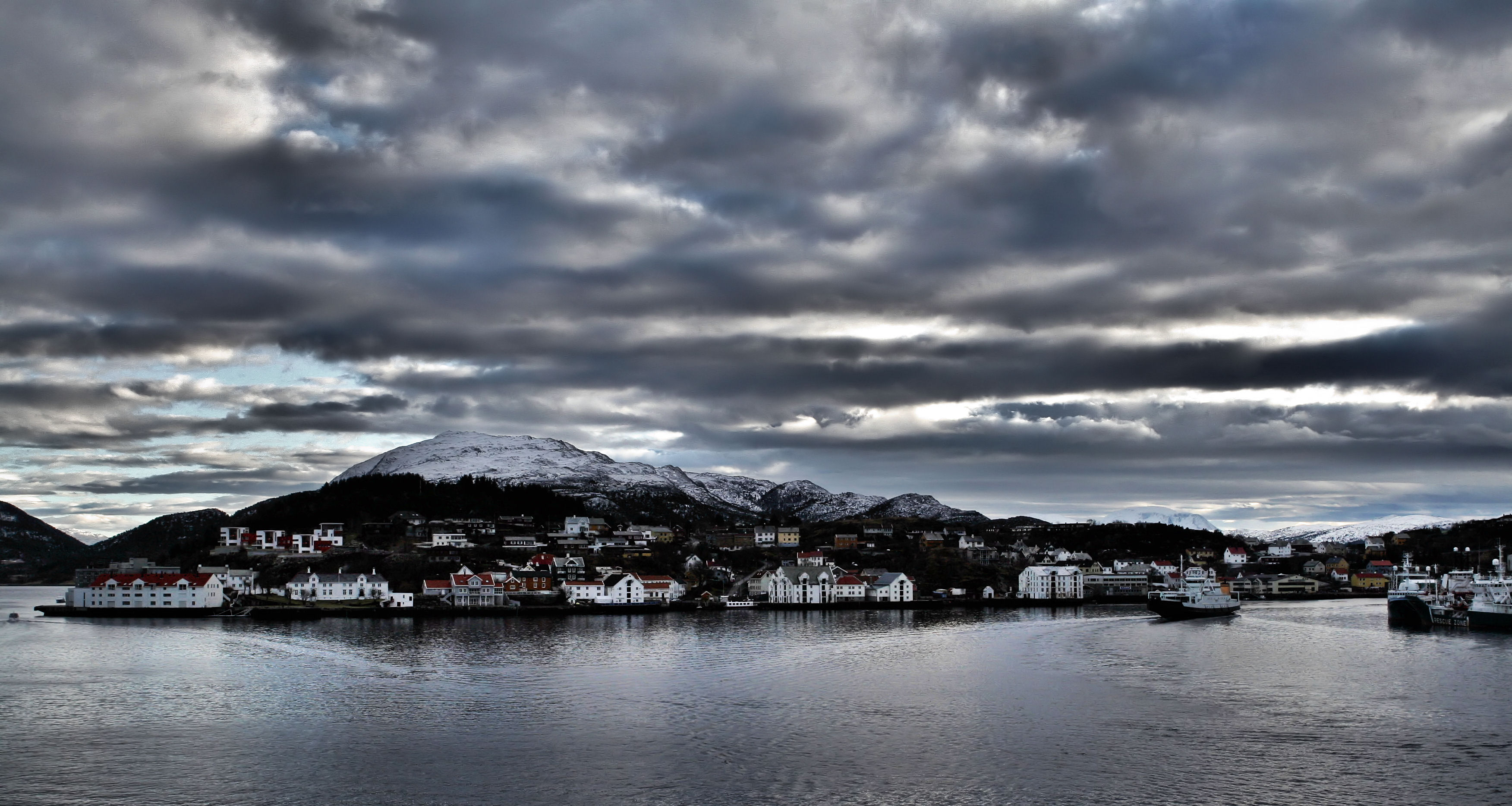
Innlandet

A várost szigetek és települések határolják. Kristiansundtól északkeletre  Smøla, keletre Tustna, délre Frei, délkeleti irányban pedig Averøy található. Tőle északnyugatra a Norvég-tenger fekszik, emellett említést érdemel még az itt található Grip sziget is. Ez utóbbit 1964-ben csatolták Kristiansund közigazgatásához.
Kristiansund négy szigeten terül el. Területileg legnagyobb a Nordlandet (északi föld) nevezetű, melyet humorosan Marokkónak is hívnak. Itt található a helyi Kvernberget nevű repülőtér. Gomalandet és Kirkelandet (az utóbbi magyarul egyházi földet jelent) a második és a harmadik kiterjedésben. Ezeket, bár kapcsolódnak egymáshoz, különálló területként kezelik. A legkisebb sziget az Innlandet (belső föld), amit humorosan Tahitinak hívnak.
| Hónap                         | Jan. | Feb. | Már. | Ápr. | Máj. | Jún. | Júl. | Aug. | Szep. | Okt. | Nov. | Dec. | Év  |
| ----------------------------- | ---- | ---- | ---- | ---- | ---- | ---- | ---- | ---- | ----- | ---- | ---- | ---- | --- |
| Átlagos max. hőmérséklet (°C) | 2,0  | 3,0  | 5,0  | 7,0  | 12,0 | 13,0 | 16,0 | 16,0 | 12,0  | 9,0  | 5,0  | 3,0  | 8,6 |
| Átlagos min. hőmérséklet (°C) | −1,0 | −1,0 | 1,0  | 2,0  | 7,0  | 9,0  | 11,0 | 11,0 | 8,0   | 5,0  | 2,0  | 0,0  | 4,5 |
| Forrás: Weatherbase.com       |      |      |      |      |      |      |      |      |       |      |      |      |     |

## Történelem
A várost VI. Keresztély dán-norvég király után nevezték el 1742-ben. Nevének utolsó eleme tengerszorost jelent. A korábbi falu neve Fosna vagy Fosen volt. Ez ónorvég nyelven „fólgsn f ” volt, ami rejtekhelyet vagy ez esetben rejtett kikötőt jelentett. Emellett gyakran „Lille Fosen”-nek, azaz kis Fosennek hívták, hogy megkülönböztessék az Ørland területén található Storfosen szigetétől, ami pedig nagy Fosent jelent.
A postai irányítószám 1968-as norvégiai bevezetése előtt könnyű volt összetéveszteni nevét a délen található Kristiansanddal. Ez okból kötelező volt az N és az S betűk (az észak és dél rövidítése norvégül) használata velük kapcsolatban.
Címere 1742-ből való. A címer egy vízesést ábrázol, mivel nevét tévesen Fossundnak fordították (a vízesés és a tengerszoros szavak összevonásával). Mindazonáltal a város területén és környékén nem található vízesés. Egy másik mítosz az hogy Kristiansund címerét  összekeverték Molde várható címerével. E szerint a címer átadásával megbízott dán-norvég tisztviselők az átadási ünnepségen leittasodtak és másnaposan már nem emlékeztek, hogy melyik címert kellett volna átadni. Molde címerén egy cet található, ami ritka azon a vidéken.

## Gazdaság
Kristiansund a legnagyobb tőkehalfeldolgozó Norvégiában. Ezt az élelmiszert  bacalaonak hívják, ami sózott, szárított tőkehalat jelent. Nagy tételben exportálják Spanyolországba, Portugáliába és egyéb dél-amerikai országokba is. Az utóbbi években Kristiansund az északnyugati part fő gáz- és olajkitermelő helye lett. Olyan vállalatok nyitottak irodát Kristiansundban mint a Shell és a StatoilHydro. Innen a partmenti haltenbankeni létesítményeinek szervizelését látják el (ez a Föld egyik legészakibb, vízalatti olajmezője). Tekintve érintettségét a halászatban, halfeldolgozásban és annak exportjában régebben hét konzulátus működött a városban (főleg latin országoké).
Jelenleg az Egyesült Királyság, Finnország, Németország, Hollandia és Portugália működtet konzulátust Kristiansundban.

## Közlekedése

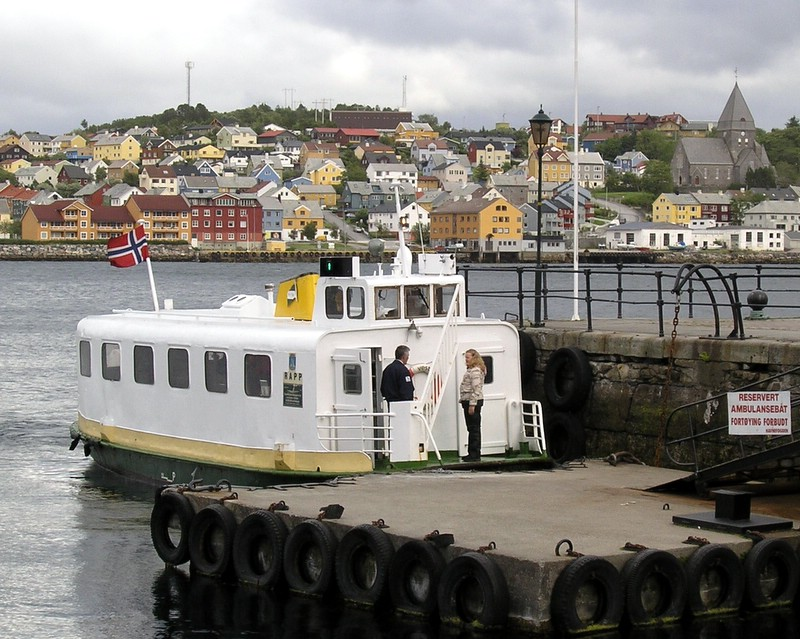
Kristiansund

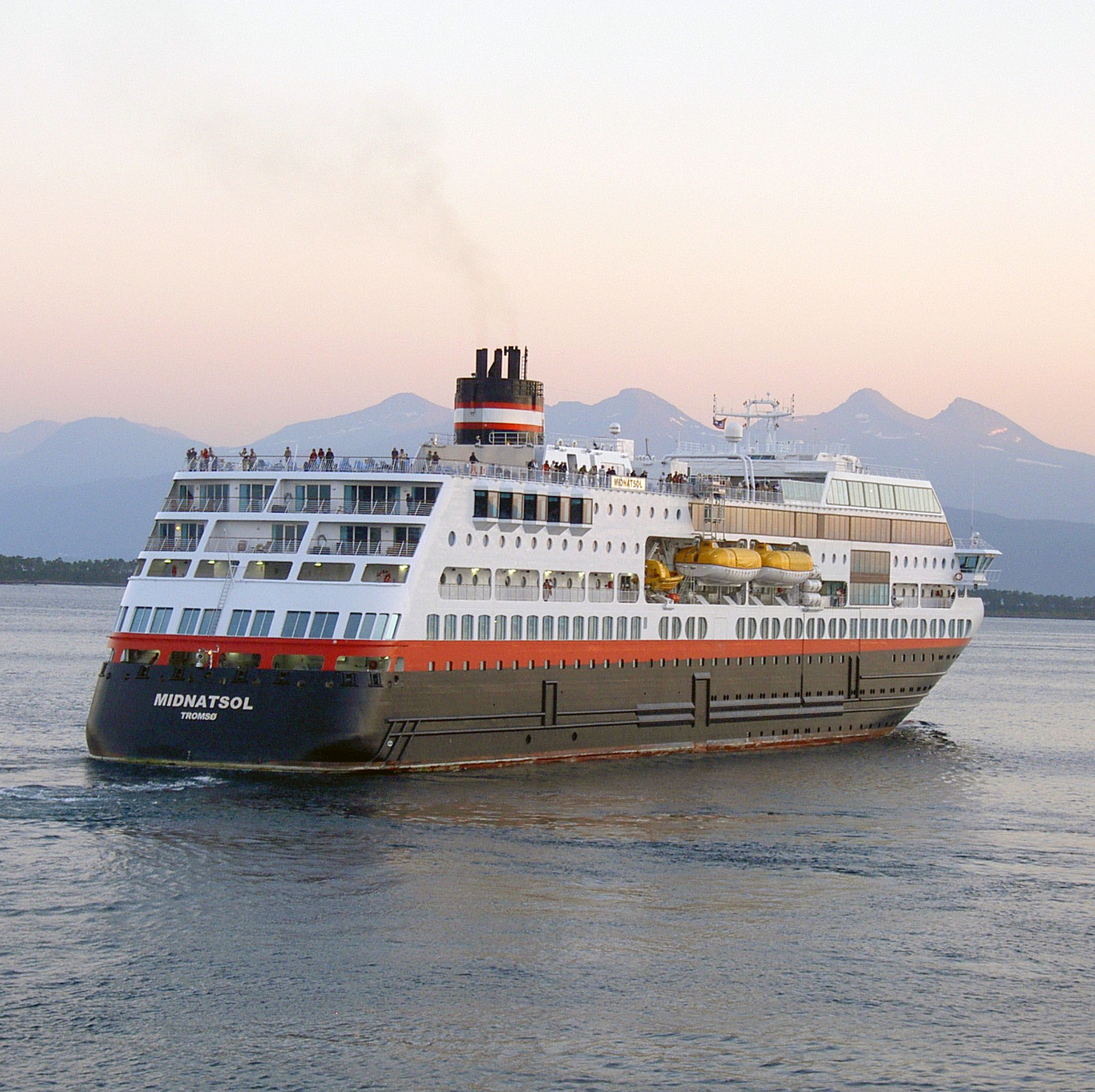
Az MS Midnatsol a tradicionális Hurtigruten kötelékében

1876 óta működik a Sundbåt nevű, a szigeteket összekötő kompszolgálat. Ennek kapacitása néhány tucat főre terjed ki. A komp először Kirkelandetból Innelandetba megy, majd Nordlandet és Gomalandet következik. Ezt követően visszatér Kirkelandetba és félórás időközönként megismétli ezt az utat reggeltől estig hétköznapokon. Ez a kompszolgálat a világ legrégebbi, motorizált, rendszeresen működő utasszállító szolgálata.
Norvégia többi részével a 70-es számú (RV 70) út köti össze, ami csatlakozik az E39-es úthoz, mely számos hídat és alagutat tartalmaz. Ezt Krifastnak hívják. A Krifast középső részétől a vízalatti alagúton végighaladva az RV 70 keresztezi Freit és ezt követően a Nordlandetbe vezető Osmund hídon keresztül csatlakozik Kristiansundhoz. A Nordsund hídon keresztül csatlakozik az RV 70 Gomalandethez és az út Kirkelandet belvárosában végződik. Említésre méltó még a Sørsund híd ami Kirkelandetet köti össze Innlandettel. A fenti E39-es délkeleti irányban Molde városához és északkeleti irányban Közép-Norvégia legfontosabb városába Trondheimbe vezet (az E6-os úton is eljuthatunk ide). Averøy és Kirkelandet között komp üzemel személygépkocsik részére.
Ez a komp összeköttetést jelent Kristiansund és az RV 64-es út között, ami Molde városába vezet a kies Atlanterhavsvegenen keresztül. A komp-összeköttetést a tervek szerint egy 5,7 km hosszú vízalatti alagút fogja felváltani 2008 decemberében. A másik komp
Nordlandetból (Seivika) az északkeletre található Tustna irányában közlekedik, ami összeköttetést biztosít az RV 680-as úttal. Itt további út és komp-összeköttetés vár az utazókra Smøla és Hitra szigetei felé és a szárazföldön található Aure irányában.
Megtalálhatóak még a Hurtigruten néven üzemeltetett tradicionális (a partmenti települések  közötti) személy- és teherszállító hajók a délen található Bergen és az északi Kirkenes között. Emellett gyors katamaránok (Kystekspressen) közlekednek Trondheim irányába.
Az Avinor légitársaság Kvernberget néven repteret üzemeltet Kristiansundban. Eljuthatunk Kristiansundba a Coast Air és a SAS légitársaságok repülőgépeivel is több norvég városból.

## Kultúra
A helyi lap neve Tidens Krav.

## Személyek
- Ole Gunnar Solskjær norvég labdarúgó, aki a norvég labdarúgó-válogatott és az angol Manchester United klubcsapatának játékosa volt.

## Testvérvárosok
- Kokkola, Finnország
- Härnösand, Svédország
- Fredericia, Dánia